# Weirton
Weirton – miasto (city) w hrabstwach Hancock i Brooke, w północnej części stanu Wirginia Zachodnia, w Stanach Zjednoczonych, położone nad rzeką Ohio. W 2013 roku miasto liczyło 19 525 mieszkańców (2013).
Miejscowość, zasiedlona pod koniec XVIII wieku, od początku swojego istnienia związana była z przemysłem stalowym. Miasto jest także ośrodkiem wydobycia węgla.
W mieście rozwinął się przemysł metalowy, metalurgiczny oraz szklarski. 